# Ivan Franjo Biundović
Ivan Franjo Biundović (Hvar, prosinca 1573. - Aubonne, 1645.) je bio hrvatski pisac, povjesničar, diplomat i plemić. Djelovao je na području današnje Italije, Francuske, a zatim u Engleskoj i Švicarskoj. Pisao je romane, bio veleposlanik, promatrač i pregovarač.

## Životopis
Rodio se je u Hvaru. Studirao u Padovi pravo. U rodnom Hvaru bio odvjetnik. Izaslanik hvarske pučke skupštine u Mletcima. U Parizu privatni tajnik mletačkog veleposlanika. Više godina boravio u Engleskoj, a od 1622. stalni član engleskoga dvora. Od engleskog kralja Jakova I. dobio plemićki naslov. Po slomu monarhije sa suprugom je otišao na šurjakovo imanje u Švicarsku. 
Napisao je roman na talijanskom jeziku. Romani su mu prevedeni na engleski, francuski i njemački. Pisao povijesna djela o građanskom ratu "dviju ruža" u Engleskoj, češkom ustanku i dr.